# E. H. Wilson Manufacturing Company
E. H. Wilson Manufacturing Company war ein US-amerikanisches Karosseriebauunternehmen.

## Unternehmensgeschichte
Das Unternehmen entstand im August 1925 als Nachfolgegesellschaft der Moline Body Corporation. Der Sitz war in Moline in Illinois. Im selben Jahr begann die Produktion von Karosserien für Automobile. Am 31. Dezember 1927 wurde über finanzielle Probleme berichtet, die jedoch überwunden wurden. 1932 wurde das Unternehmen aufgelöst.
Harry McLaughlin, der ab 1926 für Wilson tätig war, gründete 1932 die McLaughlin Body Company.

## Fahrzeuge
Ein Abnehmer der Karosserien war Marmon. Bekannt wurden 1927 die Speedster des Typs E-75.
Für Yellow Coach, die Omnibusse herstellten, wurden ebenfalls Karosserien gefertigt.
1925 bestellte die Yellow Cab Manufacturing Company 1000 Karosserien für Taxis.
2015 wurde ein erhaltener Marmon mit Wilson-Karosserie in Australien auf einer Auktion angeboten und für 75.000 Dollar versteigert.